# برنجی دانه‌ریز
برنجی دانه‌ریز (نام علمی: Oryzopsis microcarpa) نام یک گونه از سردهٔ برنجی است. این سرده در ایران ده گونه گیاه گندمی پایا دارد که در مناطق کوهستانی می‌رویند و از گیاهان باارزش مرتعی محسوب می‌گردند.